# Arquidiocese de Bangui
A Arquidiocese de Bangui (Archidiœcesis Banguensis) é uma circunscrição eclesiástica da Igreja Católica situada em Bangui, República Centro-Africana. Seu atual arcebispo é Dieudonné Nzapalainga, C.S.Sp.. Sua Sé é a Catedral Nossa Senhora da Imaculada Conceição de Bangui.
Possui 25 paróquias servidas por 119 padres, contando com 1218000 habitantes, com 42,3% da população jurisdicionada batizada.

## História
A prefeitura apostólica de Oubangui Chari foi eregida em 8 de maio de 1909, recebendo o território do vicariato apostólico do Congo Francês Superior (atual arquidiocese de Brazzaville).
A prefeitura apostólica foi elevada à vicariato apostólico em 2 de dezembro de 1937 pela bula Si christiana res do Papa Pio XI
Em 28 de maio de 1940 cedeu uma parte do seu território em vantagem da ereção da prefeitura apostólica de Berbérati (hoje uma diocese) e mudou o próprio nome para vicariato apostólico de Bangui.
Em 14 de junho de 1954 cedeu outra parte do seu território para a ereção da prefeitura apostólica de Bangassou (atualmente diocese).
Em 14 de setembro de 1955 o vicariato apostólico é elevado à arquidiocese metropolitana pela bula Dum tantis do Papa Pio XII.
Em 18 de dezembro de 1965, em 10 de junho de 1995 e em 28 de junho de 1997 cedeu partes do seu território para a ereção, respectivamente, da diocese de Bambari, de Mbaïki e de Kaga-Bandoro.

## Prelados
- Pietro Cotel, C.S.Sp.  (1909 - 1915)
- Giovanni Calloch, C.S.Sp. (1915 - 1927)
- Marcel-Auguste-Marie Grandin, C.S.Sp. (1928 - 1947)
- Joseph Cucherousset, C.S.Sp. (1948 - 1970)
- Joachim N'Dayen (1970 - 2003)
- Paulin Pomodimo (2003 - 2009)
  - Sede vacante (2009-2012)
- Dieudonné Nzapalainga, C.S.Sp. (desde 2012)